# فلوریان دیتز
فلوریان دیتز (انگلیسی: Florian Dietz؛ زادهٔ ۳ اوت ۱۹۹۸) بازیکن فوتبال اهل آلمان است.
از باشگاه‌هایی که در آن بازی کرده‌است می‌توان به باشگاه فوتبال کارل زایس ینا اشاره کرد.